# Banque de Suède et de Paris
Banque de Suède et de Paris var en bank i Paris, grundad 1913 av svenska intressenter.
Den förvärvades senare av Kreugerkoncernen men kunde efter Kreugerkraschen inte bestå som självständig bank utan sammanslogs 1935 med två mindre banker. Den nybildade banken fick namnet Union de Banques à Paris.